# 89
Aquesta pàgina és per a l'any. Per al nombre, vegeu vuitanta-nou.
El 89 (LXXXIX) fou un any comú començat en dijous del calendari julià.

## Esdeveniments
- Fundació d'Aquíncum, la futura Budapest.[1]